# Kanemita
La kanemita és un mineral de la classe dels silicats. Rep el nom de la Regió de Kanem, al Txad, a on es troba la seva localitat tipus.

## Característiques
La kanemita és un silicat de fórmula química NaSi₂O₄(OH)(H₂O)₃. Cristal·litza en el sistema ortoròmbic. La seva duresa a l'escala de Mohs és 4. Els agregats exfoliats poden semblar similars al guix.
Segons la classificació de Nickel-Strunz, la kanemita pertany a «09.EF - Fil·losilicats amb xarxes senzilles amb 6-enllaços, connectades per M[4], M[8], etc.» juntament amb els següents minerals: petalita, sanbornita, searlesita, silinaïta i yakovenchukita-(Y).

## Formació i jaciments
Va ser descoberta a la localitat d'Andajia, a la Regió de Kanem, al Txad. També ha estat descrita al llac Bogoria (comtat de Baringo, Kenya), a les pedreres d'Aris (Regió de Khomas, Namíbia) i al mont Al·luaiv (óblast de Múrmansk, Rússia). Aquests són els únics indrets a tot el planeta on ha estat descrita aquesta espècie mineral.